# Albrecht, Công tước của Phổ
Albrecht của Phổ (tiếng Đức: Albrecht von Preussen; tiếng Anh: Albert of Prussia; 17 tháng 5 năm 1490 – 20 tháng 3 năm 1568) là một thân vương người Đức, và là Grand Master đời thứ 37 của Hiệp sĩ Teuton, sau khi chuyển sang Giáo hội Luther, ông trở thành người cai trị đầu tiên của Công quốc Phổ, nhà nước thế tục kế thừa từ Kị sĩ đoàn quốc Teuton trước đây. Albrecht là nhà cai trị đầu tiên ở châu Âu và trên thế giới tuyên bố Tin Lành là quốc giáo chính thức của lãnh thổ mình cai trị . Ông đã cai trị đất Phổ trong gần 6 thập kỷ (1510 - 1560).
Albrecht là một thành viên của Nhà Hohenzollern thuộc nhánh Brandenburg-Ansbach. Ông trở thành Grand Master của Dòng hiệp sĩ Teton, chính nhờ vào kỹ năng lãnh đạo chính trị xuất sắc của mình, ông đã đảo ngược sự suy tàn của Nhà nước Teuron. Nhưng Albrecht lại là người đồng cảm với những học thuyết của Martin Luther, nên đã nổi dậy chống lại Giáo hội Công giáo La Mã và Đế chế La Mã Thần thánh bằng cách chuyển đổi Nhà nước Teuton thành Công quốc Phổ, một nhà nước quân chủ cha truyền con nối, Albrecht để lãnh thổ của mình trở thành chư hầu của Ba Lan, thể hiện lòng kính trọng của ông với người chú Sigismund I, Vua của Ba Lan. Sự sắp xếp đó đã được xác nhận bởi Hiệp ước Kraków vào năm 1525. Albrecht cam kết một lời thề cá nhân với Nhà vua và đổi lại được cai trị Công quốc Phổ cha truyền con nối đời đời dành cho các hậu duệ của ông.
Công quốc Phổ trở nên thịnh vượng dưới thời cai trị của Albrecht, mặc dù ông có gặp một số rắc rối với tầng lớp nông dân, việc tịch thu đất đai và tài sản của Giáo hội Công giáo đã cho phép ông ủng hộ các quý tộc và cung cấp chi phí cho triều đình Phổ mới thành lập.
Ông tham gia Liên đoàn Torgau vào năm 1526, và liên minh với những người theo đạo Tin Lành trong âm mưu lật đổ Hoàng đế Charles V của Thánh Chế La Mã sau khi ban hành Sắc lệnh Augsburg vào tháng 05/1548. Albrecht thành lập trường học ở trong tất cả các thị trấn trên lãnh thổ của mình và thành lập Đại học Königsberg vào năm 1544. Ông quảng bá văn hóa và nghệ thuật, bảo trợ các tác phẩm của Erasmus Reinhold và Caspar Hennenberger. Trong những năm cuối cùng cầm quyền, Albrecht buộc phải tăng thuế thay vì tiếp tục tịch thu đất đai của nhà thờ hiện đã cạn kiệt, gây ra cuộc nổi dậy của nông dân. Các âm mưu của những nhân vật tiếng tâm trong triều đình như Johann Funck và Paul Skalić cũng dẫn đến nhiều tranh chấp tôn giáo và chính trị khác nhau. Albrecht đã trải qua những năm cuối đời hầu như bị tước quyền và qua đời tại Tapiau vào ngày 20 tháng 3 năm 1568. Con trai của ông, Albrecht Friedrich, đã kế vị ngai vàng Công quốc Phổ.

## Cuộc sống đầu đời
Albrecht sinh ra ở Ansbach thuộc Franconia là con trai thứ 3 của Frederick I, Phiên hầu xứ Brandenburg-Ansbach. Mẹ của ông là Sophia, con gái của Casimir IV Jagiellon, Đại công tước xứ Litva, Vua của Ba Lan, và vợ ông là Elisabeth của Áo. Ông được nuôi dạy với mục đích đào tạo ra người sau này phục vụ cho Giáo hội và đã có một thời gian làm việc tại triều đình Hermann IV xứ Hesse, Tuyển hầu xứ Cologne, người đã bổ nhiệm ông làm giáo chủ Nhà thờ Cologne. Ông không chỉ rất sùng đạo, mà ông còn quan tâm đến toán học và khoa học, đôi khi được cho là đã mâu thuẫn với các giáo lý của Giáo hội ủng hộ các lý thuyết khoa học. Tuy nhiên, sự nghiệp của ông đã được Nhà thờ chuyển tiếp, và các tổ chức của các giáo sĩ Công giáo đã hỗ trợ cho sự thăng tiến sớm của ông.
Chuyển sang một cuộc sống năng động hơn, Albrecht tháp tùng Hoàng đế Maximilian I đến Bán đảo Ý vào năm 1508 và sau khi trở về, ông đã dành một thời gian ở Vương quốc Hungary.

## Grand Master

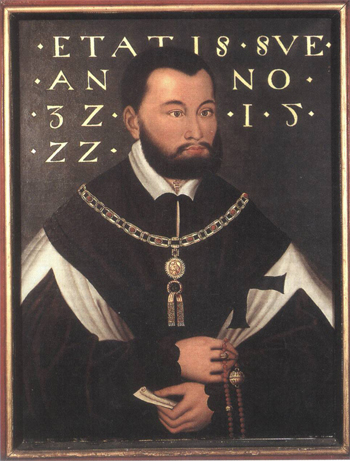
Albrecht trong thời kỳ là Grand Master của Hiệp sĩ Teuton, bức vẽ từ năm 1522

Công tước Frederick xứ Sachsen, Grand Master của Hiệp sĩ Teuton, qua đời vào tháng 12 năm 1510. Albrecht được chọn làm người kế vị vào đầu năm 1511 với hy vọng rằng mối quan hệ của ông với người chú ruột của mình, Sigismund Già, Đại công tước xứ Lithuania và Vua của Ba Lan, sẽ tạo điều kiện thuận lợi cho việc giải quyết các tranh chấp về miền Đông Phổ, vốn đã bị chiếm giữ theo lệnh dưới quyền thống trị của Ba Lan kể từ Hòa ước Thorn lần thứ hai (1466).
Vị Grand Master mới, nhận thức được nhiệm vụ của mình đối với đế quốc và Giáo hoàng, nên đã từ chối phục tùng Vương quyền của Ba Lan. Khi chiến tranh thách thức sự tồn tại của trật tự cũ không thể tránh khỏi, Albrecht đã nỗ lực để đảm bảo các đồng minh tin tưởng mình và tiếp tục các cuộc đàm phán kéo dài với Hoàng đế Maximilian I của Đế chế La Mã Thần thánh. Cảm giác tồi tệ, bị ảnh hưởng bởi sự tàn phá của các Hiệp sĩ Ba Lan trên lãnh thổ của mình, lên đến đỉnh điểm là Chiến tranh Ba Lan-Teuton, bắt đầu vào tháng 12 năm 1519 và tàn phá nước Phổ. Albrecht phải ký hiệp định đình chiến 4 năm vào đầu năm 1521.
Cuộc tranh chấp được chuyển đến Hoàng đế Charles V và các thân vương khác, nhưng không có kết quả giải quyết, Albrecht tiếp tục nỗ lực tìm kiếm sự giúp đỡ để đổi mới cuộc chiến. Vì mục đích này, ông đã đến thăm Đại hội Đế chế Nuremberg vào năm 1522, nơi ông làm quen với Nhà Cải cách Kháng nghị Andreas Osiander, người mà Albrecht đã giành được ảnh hưởng đối với Đạo Tin lành.
Sau đó, Albrecht đã thực hiện hành trình đến Wittenberg, nơi ông gặp Martin Luther và được nhà kháng nghị này khuyên hãy từ bỏ các quy tắc, kết hôn và chuyển đổi nước Phổ thành một công quốc cha truyền con nối cho riêng mình. Đề xuất này đã rất hấp dẫn đối với Albrecht, sau đó ông và một số người thân của mình thực hiện thảo luận; nhưng cần phải tiến hành một cách thận trọng, và ông đảm bảo với Giáo hoàng Ađrianô VI rằng ông nóng lòng muốn cải tổ trật tự và trừng phạt các hiệp sĩ đã áp dụng các Học thuyết của Luther. Về phần mình, Luther không dừng lại ở đề xuất, nhưng để tạo điều kiện cho sự thay đổi, ông đã nỗ lực truyền bá tư tưởng của mình cho người Phổ, trong khi anh trai của Albrecht, Phiên hầu George xứ Brandenburg-Ansbach, đưa ra kế hoạch từ bỏ Công giáo và chuyển đổi thành công quốc cho người chú của họ, Sigismund I Già của Ba Lan.

## Công tước của Phổ

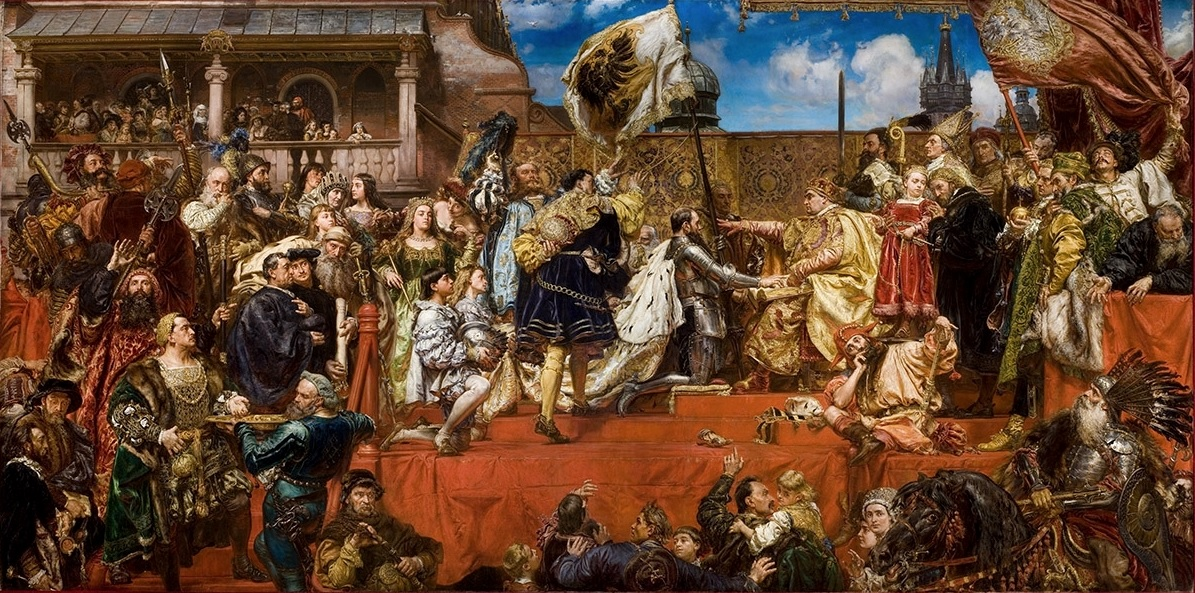
Ngôi nhà của người Phổ : Albrecht và những người anh em của ông nhận Công quốc Phổ với tư cách là thái ấp từ Vua Ba Lan Sigismund I Già, năm 1525 Bức tranh của Matejko, năm 1882.

Sau một thời gian trì hoãn, Sigismund đã đồng ý với lời đề nghị của anh em nhà Albrecht, với điều kiện Phổ nên được coi như một thái ấp của Ba Lan; và sau khi thỏa thuận này đã được xác nhận bởi Hiệp ước Kraków, Albrecht cam kết một lời thề cá nhân với Sigismund I nên ông đã nhận được Công quốc Phổ cho chính ông và các hậu duệ vào ngày 10 tháng 02 năm 1525.
Các chủ điền trang trong lãnh thổ của Phổ sau đó đã nhóm họp với nhau tại Königsberg và tuyên thệ trung thành với công tước mới, người đã sử dụng toàn bộ quyền hạn của mình để thúc đẩy các học thuyết của Luther.
Tuy nhiên, quá trình chuyển đổi này không hoàn toàn êm đẹp. Albrecht bị Tòa án công lý của Hoàng đế La Mã Thần thánh triệu tập, nhưng ông đã từ chối xuất hiện và sau đó bị truy tố. Tại Đại hội Đế chế Augsburg, Walter von Cronberg đã tự nhận mình là Grand Master mới của Hiệp sĩ Teuton. Khi các Thân vương Đức đang trải qua sự xáo trộn của Cải cách, Chiến tranh Nông dân Đức và các cuộc chiến chống lại người Thổ Ottoman, họ đã không thi hành lệnh cấm đối với công tước Phổ, và sự kích động chống lại Albrecht nhanh chóng biến mất.
Trong chính trị đế quốc, Albrecht khá tích cực. Gia nhập Liên đoàn Torgau vào năm 1526, ông đã hành động đồng lòng với những người theo đạo Tin lành, và là một trong số các thân vương tham gia vào âm mưu lật đổ Hoàng đế Charles V sau khi vị hoàng đế này ban hành Hiệp định Augsburg vào tháng 05 năm 1548. Tuy nhiên, vì nhiều lý nên ông không tham gia nổi bật trong các hoạt động quân sự của thời kỳ này.
Những năm đầu cai trị của Albrecht ở Công quốc Phổ khá thịnh vượng. Mặc dù ông gặp một số rắc rối với tầng lớp nông dân, nhưng đất đai và tài sản của Nhà thờ Công giáo đã giúp ông ủng hộ các nhà quý tộc và cung cấp các khoản chi phí của triều đình. Ông thúc đẩy việc học bằng cách thành lập các trường học ở mọi thị trấn trong lãnh địa do mình cai trị và giải phóng những người nông nô tham gia vào cuộc sống học thuật. Năm 1544, bất chấp một số phản đối, ông thành lập Đại học Königsberg, nơi ông bổ nhiệm người bạn của mình là Andreas Osiander vào chức vụ giáo sư, năm 1549. Albrecht cũng đã trả tiền cho việc in ấn "Prutenic Tables" do Erasmus Reinhold biên soạn và các bản đồ đầu tiên về Phổ của Caspar Hennenberger.

## Di sản

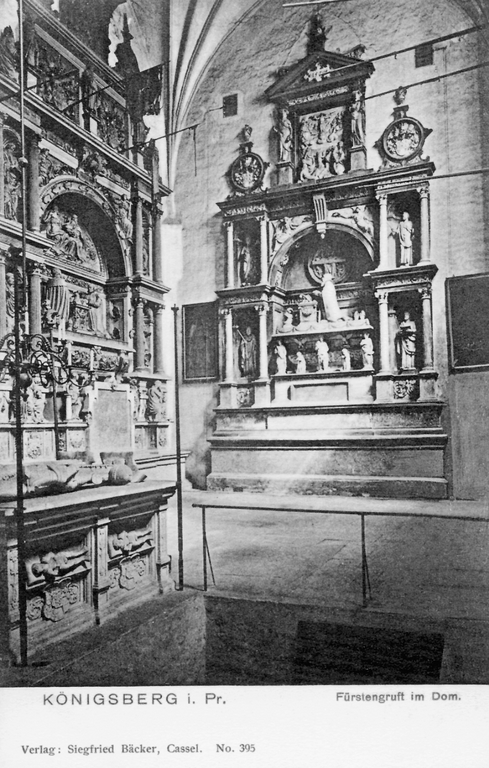
Lăng mộ của Albrecht được thiết kế bởi Cornelis Floris de Vriendt ở Nhà thờ lớn Königsberg

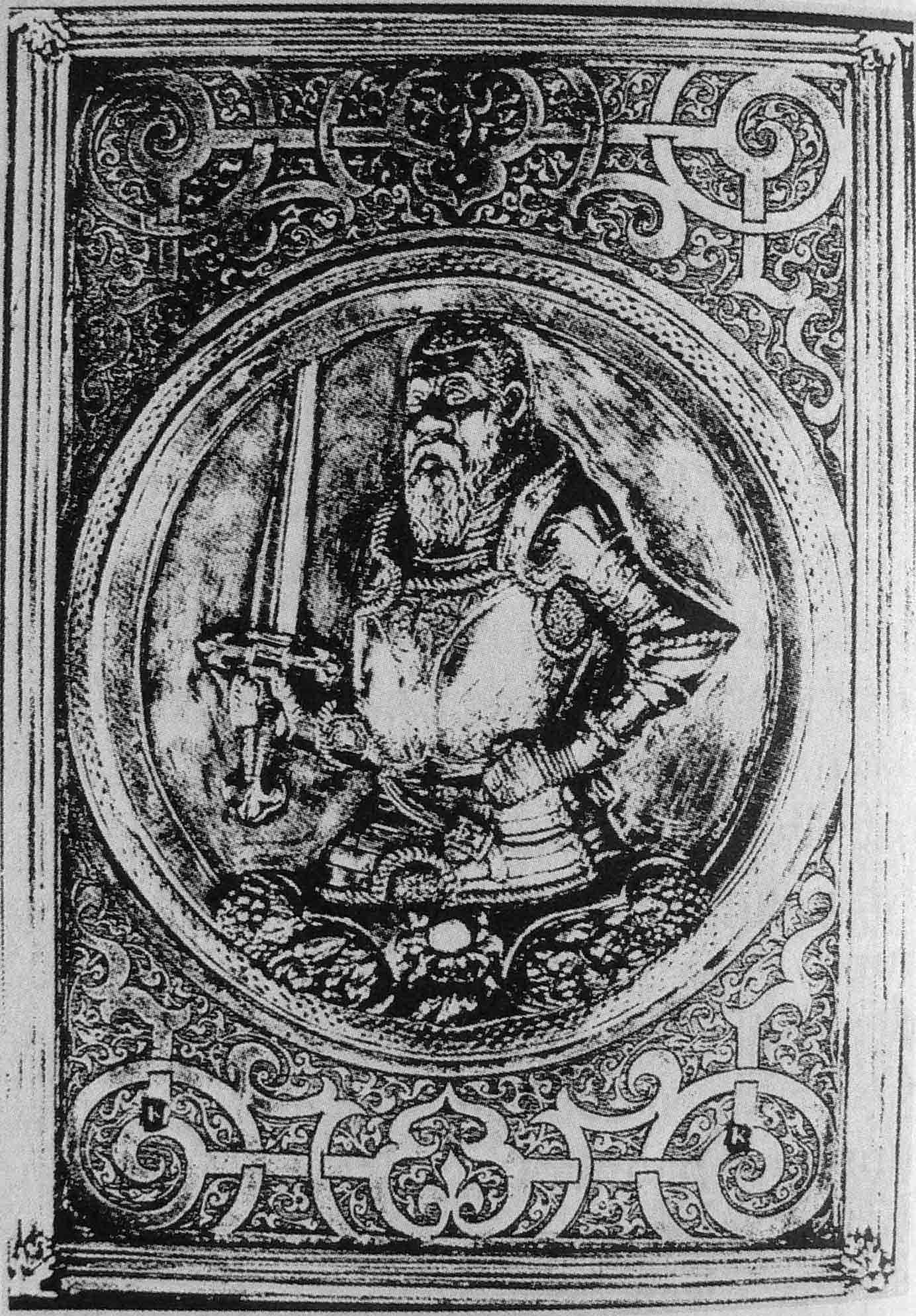
"Albertus" với thanh kiếm từ Silberbibliothek

Albrecht là nhà quý tộc Đức đầu tiên ủng hộ các ý tưởng của Luther và vào năm 1544 đã thành lập Đại học Königsberg, Albertina, như một đối thủ của Học viện Công giáo La Mã Krakow. Đây là trường đại học Lutheran thứ hai ở các nhà nước của Đức, sau Đại học Marburg.
Bức phù điêu của Albrecht trên cánh cổng thời Phục hưng ở cánh phía Nam của Lâu đài Königsberg được Andreas Hess tạo ra vào năm 1551 theo kế hoạch của Christoph Römer. Một bức phù điêu khác của một nghệ sĩ vô danh đã được đưa vào bức tường của khuôn viên ban đầu của Albertina. Mô tả này, cho thấy công tước với thanh gươm trên vai, là "Albertus" nổi tiếng, biểu tượng của trường đại học. Bản gốc đã được chuyển đến Thư viện Công Königsberg để bảo vệ nó khỏi các yếu tố thời tiết, trong khi nhà điêu khắc Paul Kimritz đã tạo một bản sao cho bức tường. Một phiên bản khác của "Albertus" làm bởi Lothar Sauer đã được đưa đến lối vào của Bang Königsberg và Thư viện Hoàng gia.
Năm 1880, Friedrich Reusch đã tạo ra một bức tượng bán thân bằng sa thạch của Albrecht tại Regierungsgebäude, tòa nhà hành chính của Regierungsbezirk Königsberg. Vào ngày 19 tháng 5 năm 1891, Reusch cho ra mắt bức tượng nổi tiếng của Albrecht tại Lâu đài Königsberg với dòng chữ: "Albert xứ Brandenburg, Grand Master cuối cùng, Công tước đầu tiên ở Phổ". Albert Wolff cũng đã thiết kế một bức tượng Albrecht cưỡi ngựa đặt tại khuôn viên mới của Albertina. Cổng Nhà vua ở Kaliningrad có một bức tượng của Albrecht.
Albrecht thường được vinh danh tại khu phố Maraunenhof ở phía Bắc Königsberg. Con đường chính của nó được đặt tên là Herzog-Albrecht-Allee vào năm 1906. Quảng trường thị trấn của nó, König-Ottokar-Platz, được đổi tên thành Herzog-Albrecht-Platz vào năm 1934 để phù hợp với nhà thờ của thị trấn, Herzog-Albrecht-Gedächtniskirche.

## Hôn nhân và hậu duệ

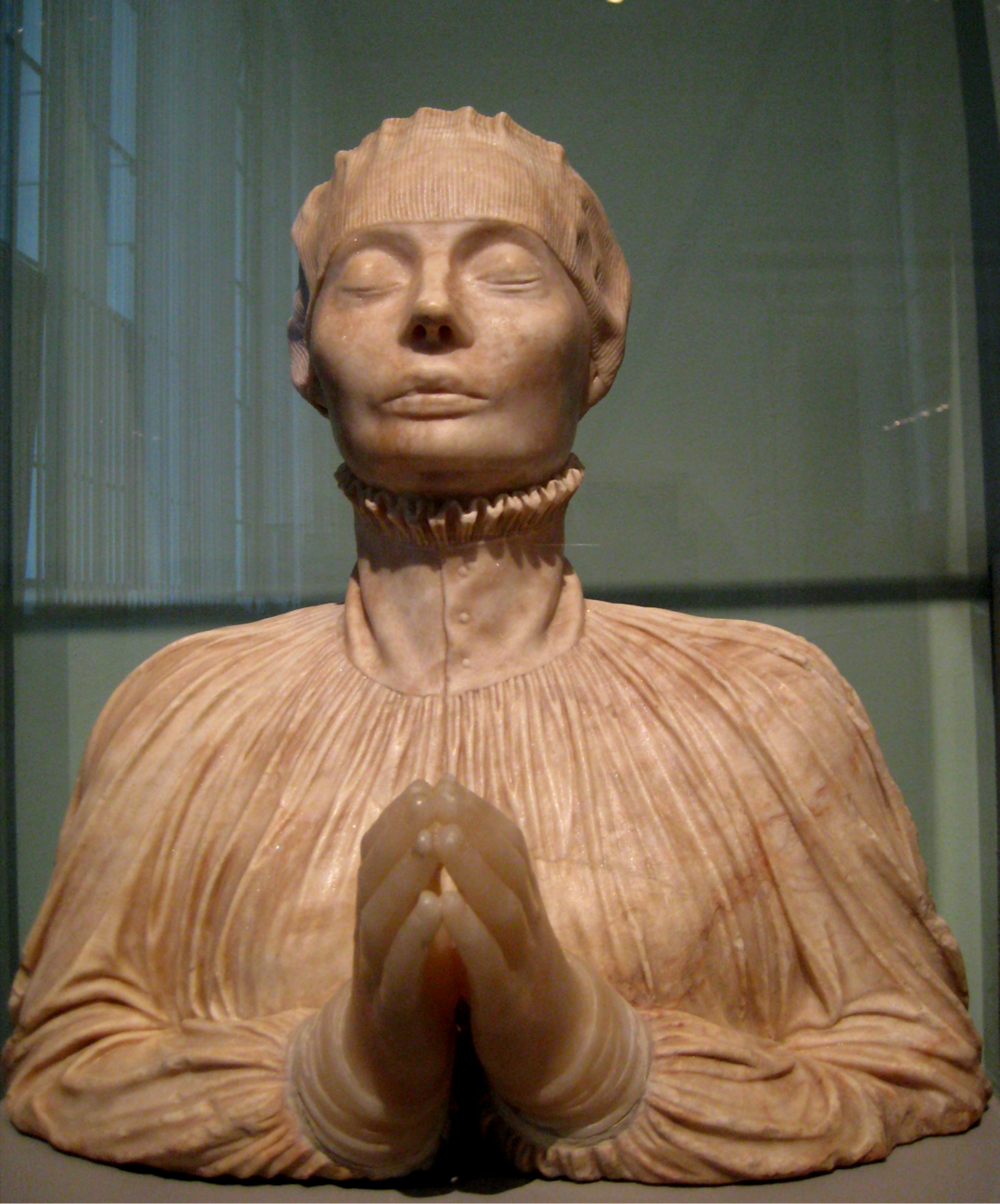
Tượng Dorothea của Đan Mạch, Công tước phu nhân của Phổ, được thực hiện bởi Cornelis Floris de Vriendt

Albrecht kết hôn lần đầu với Công chúa Dorothea (1 tháng 8 năm 1504 – 11 tháng 4 năm 1547), con gái của Vua Frederick I của Đan Mạch, vào năm 1526. Họ có 6 người con:
- Anna Sophia (11 tháng 6 năm 1527 – 6 tháng 2 năm 1591),[4] kết hôn với John Albert I, Công tước xứ Mecklenburg-Güstrow.
- Katharina (sinh và mất ngày 24 tháng 2 năm 1528).
- Frederick Albrecht (5 tháng 12 năm 1529 – 1 tháng 1 năm 1530).[4]
- Lucia Dorothea (8 tháng 4 năm 1531 – 1 tháng 2 năm 1532).
- Lucia (3 tháng 2 năm 1537 – tháng 5 năm 1539).
- Albrecht (sinh và mất tháng 3 năm 1539).

Ông kết hôn lần thứ hai với Công chúa Anna Maria (1532–20 tháng 3 năm 1568), con gái của Eric I, Công tước xứ Brunswick-Lüneburg, vào năm 1550. Họ có với nhau 2 người con:
- Elisabeth (20 tháng 5 năm 1551 – 19 tháng 2 năm 1596).
- Albrecht Friedrich (29 tháng 4 năm 1553 – 18 tháng 8 năm 1618), Công tước nước Phổ.

## Phả hệ
|  |                                                            |  |  |  |  |  |  |  |  | 8. Friderich I, Tuyển hầu xứ Brandenburg (1371–1440) |  |  |  |
|  |                                                            |  |  |  |  |  |  |  |  |                                                      |  |  |  |
|  |                                                            |  |  |  |  |  |  |  |  |                                                      |  |  |  |
|  |                                                            |  |  |  |  |  |  |  |  |                                                      |  |  |  |
|  | 4. Albrecht III, Tuyển hầu xứ Brandenburg (1414–1486)      |  |  |  |  |  |  |  |  |                                                      |  |  |  |
|  |                                                            |  |  |  |  |  |  |  |  |                                                      |  |  |  |
|  |                                                            |  |  |  |  |  |  |  |  |                                                      |  |  |  |
|  |                                                            |  |  |  |  |  |  |  |  |                                                      |  |  |  |
|  | 9. Elisabeth xứ Bayern (1383–1442)                         |  |  |  |  |  |  |  |  |                                                      |  |  |  |
|  |                                                            |  |  |  |  |  |  |  |  |                                                      |  |  |  |
|  |                                                            |  |  |  |  |  |  |  |  |                                                      |  |  |  |
|  |                                                            |  |  |  |  |  |  |  |  |                                                      |  |  |  |
|  | 2. Frederick I, Bá tước xứ Brandenburg-Ansbach (1460–1536) |  |  |  |  |  |  |  |  |                                                      |  |  |  |
|  |                                                            |  |  |  |  |  |  |  |  |                                                      |  |  |  |
|  |                                                            |  |  |  |  |  |  |  |  |                                                      |  |  |  |
|  |                                                            |  |  |  |  |  |  |  |  |                                                      |  |  |  |
|  | 10. Friderich II, Tuyển hầu xứ Sachsen (1412–1464)         |  |  |  |  |  |  |  |  |                                                      |  |  |  |
|  |                                                            |  |  |  |  |  |  |  |  |                                                      |  |  |  |
|  |                                                            |  |  |  |  |  |  |  |  |                                                      |  |  |  |
|  |                                                            |  |  |  |  |  |  |  |  |                                                      |  |  |  |
|  | 5. Anna xứ Sachsen (1437–1512)                             |  |  |  |  |  |  |  |  |                                                      |  |  |  |
|  |                                                            |  |  |  |  |  |  |  |  |                                                      |  |  |  |
|  |                                                            |  |  |  |  |  |  |  |  |                                                      |  |  |  |
|  |                                                            |  |  |  |  |  |  |  |  |                                                      |  |  |  |
|  | 11. Margaret của Áo (1416–1486)                            |  |  |  |  |  |  |  |  |                                                      |  |  |  |
|  |                                                            |  |  |  |  |  |  |  |  |                                                      |  |  |  |
|  |                                                            |  |  |  |  |  |  |  |  |                                                      |  |  |  |
|  |                                                            |  |  |  |  |  |  |  |  |                                                      |  |  |  |
|  | 1. Albrecht, Công tước của Phổ (1490–1568)                 |  |  |  |  |  |  |  |  |                                                      |  |  |  |
|  |                                                            |  |  |  |  |  |  |  |  |                                                      |  |  |  |
|  |                                                            |  |  |  |  |  |  |  |  |                                                      |  |  |  |
|  |                                                            |  |  |  |  |  |  |  |  |                                                      |  |  |  |
|  | 12. Jogaila (1362–1434)                                    |  |  |  |  |  |  |  |  |                                                      |  |  |  |
|  |                                                            |  |  |  |  |  |  |  |  |                                                      |  |  |  |
|  |                                                            |  |  |  |  |  |  |  |  |                                                      |  |  |  |
|  |                                                            |  |  |  |  |  |  |  |  |                                                      |  |  |  |
|  | 6. Casimir IV Jagiellon (1427–1492)                        |  |  |  |  |  |  |  |  |                                                      |  |  |  |
|  |                                                            |  |  |  |  |  |  |  |  |                                                      |  |  |  |
|  |                                                            |  |  |  |  |  |  |  |  |                                                      |  |  |  |
|  |                                                            |  |  |  |  |  |  |  |  |                                                      |  |  |  |
|  | 13. Sophia xứ Halshany (1405–1461)                         |  |  |  |  |  |  |  |  |                                                      |  |  |  |
|  |                                                            |  |  |  |  |  |  |  |  |                                                      |  |  |  |
|  |                                                            |  |  |  |  |  |  |  |  |                                                      |  |  |  |
|  |                                                            |  |  |  |  |  |  |  |  |                                                      |  |  |  |
|  | 3. Zofia Jagiellonka (1464–1512)                           |  |  |  |  |  |  |  |  |                                                      |  |  |  |
|  |                                                            |  |  |  |  |  |  |  |  |                                                      |  |  |  |
|  |                                                            |  |  |  |  |  |  |  |  |                                                      |  |  |  |
|  |                                                            |  |  |  |  |  |  |  |  |                                                      |  |  |  |
|  | 14. Albrecht II của Đức (1397–1439)                        |  |  |  |  |  |  |  |  |                                                      |  |  |  |
|  |                                                            |  |  |  |  |  |  |  |  |                                                      |  |  |  |
|  |                                                            |  |  |  |  |  |  |  |  |                                                      |  |  |  |
|  |                                                            |  |  |  |  |  |  |  |  |                                                      |  |  |  |
|  | 7. Elisabeth của Áo (1435–1505)                            |  |  |  |  |  |  |  |  |                                                      |  |  |  |
|  |                                                            |  |  |  |  |  |  |  |  |                                                      |  |  |  |
|  |                                                            |  |  |  |  |  |  |  |  |                                                      |  |  |  |
|  |                                                            |  |  |  |  |  |  |  |  |                                                      |  |  |  |
|  | 15. Elisabeth xứ Bohemia (1409–1442)                       |  |  |  |  |  |  |  |  |                                                      |  |  |  |
|  |                                                            |  |  |  |  |  |  |  |  |                                                      |  |  |  |
|  |                                                            |  |  |  |  |  |  |  |  |                                                      |  |  |  |